# Alois Pešorna
Alois Pešorna (mylně uváděn i jako Alois Pešorner, 21. června 1913 Dlouhá Třebová – 14. května 1943 Gollnow) byl český příslušník komunistického odboje v období druhé světové války a oběť nacismu.

## Život

### Před druhou světovou válkou
Alois Pešorna se narodil 21. června 1913 v Dlouhé Třebové na Orlickoústecku v rodině tkalce. Vyučil se elektromechanikem a po absolvování prezenční vojenské služby nastoupil v roce 1937 na pozici provozního elektrikáře ve firmě Jan Hernych v Ústí nad Orlicí.

### Druhá světová válka
Po německé okupaci žil Alois Pešorna v Nekoři. Vstoupil do protinacistického odboje ve skupině řízené ilegální Komunisticou stranou Československa a vedené Františkem Dudkem. Jeho nevlastní bratr František Kovář vedl okresní organizaci KSČ v Ústí nad Orlicí. Do Nekoře odtud Alois Pešorna dopravoval a distribuoval ilegální tiskoviny. Skupina byla v roce 1941 rozkryta gestapem a Alois Pešorna byl zatčen. Vězněn byl postupně v Terezíně, Wannsee, Litoměřicích, kde byl v říjnu 1942 odsouzen ke třem letům káznice, a Gollnowě. Zde 14. května 1943 během věznění zemřel na tuberkulózu. Tělo jeho manželce Kristíně Pešornové nebylo vydáno.